# MGR-1 어네스트존

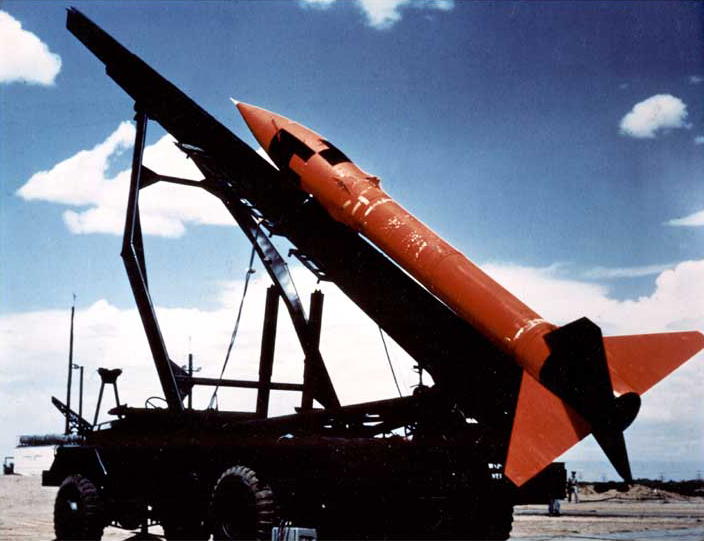
트럭에 탑재된 어네스트존

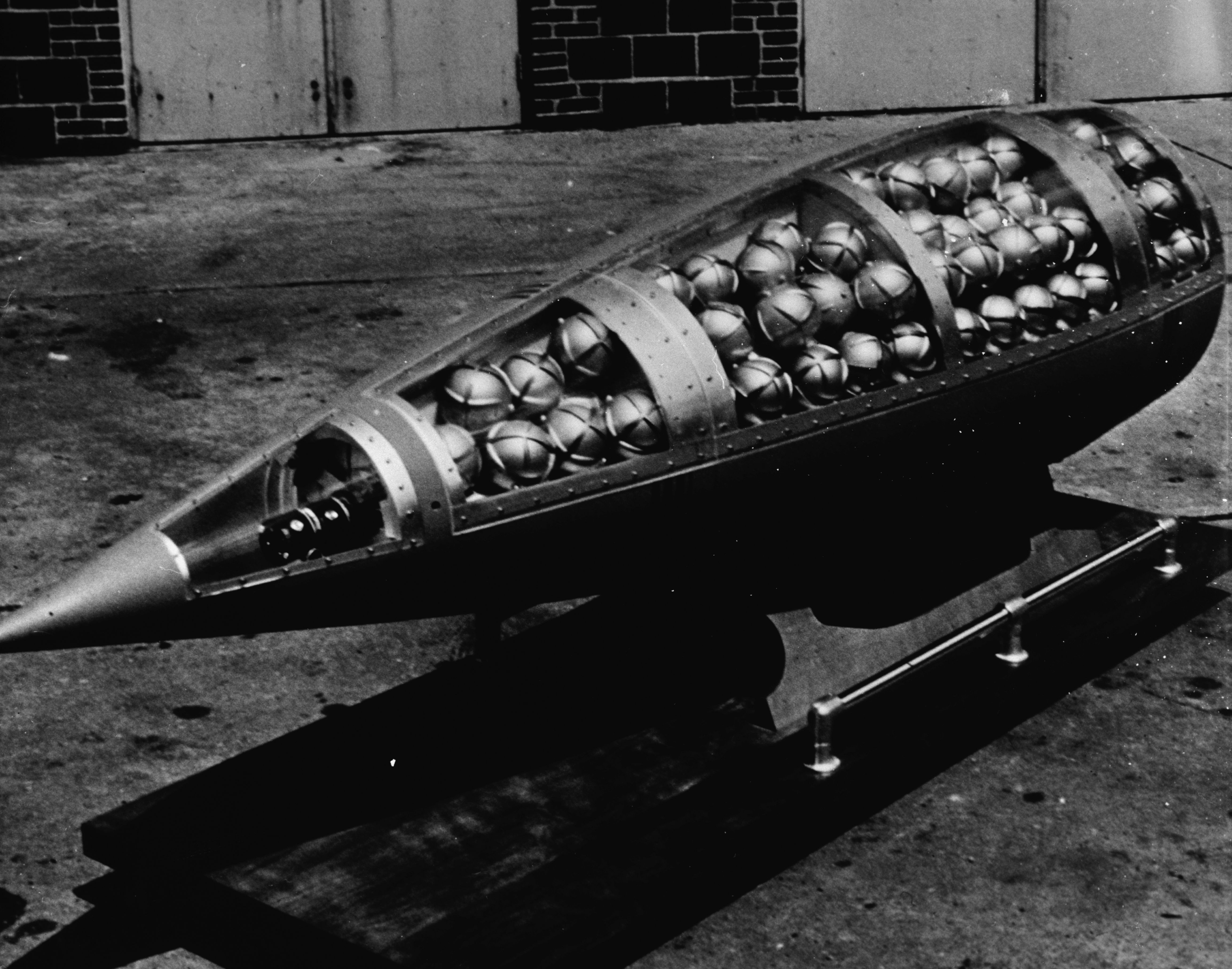
어네스트존 로켓의 M139 사린 화학탄두

어네스트존(Honest John) 로켓은 미국 최초의 핵공격 가능한 지대지 로켓이다. 최초발사는 1951년, 실전배치는 1953년 1월에 있었다. W31 핵탄두가 장착되며, 1960년대 후반에는 사린 신경 가스 탄두가 장착되었다. 보관됨 2007-03-12 - 웨이백 머신

## 역사
총 7000개 이상의 생산을 마치고, 어네스트존 개량형의 생산은 1965년에 중단되어 1973년 랜스 미사일로 교체되었다. 그러나 나토와 유럽과 미국 주방위군에는 1982년까지 사용되었다.
1957년 7월 15일 주한미군이 핵무장화에 착수한다고 공식 발표했다. 1958년 1월 29일 주한미군이 남한에 핵무기를 배치했다고 발표했다. 2월 3일 주한미군 1군단 비행장에서 280 mm M65 원자포와 '어네스토존'을 공개했다. M65 원자포는 무려 2대의 트랙터에 의해 견인되는 83톤짜리 거포(巨砲)로, 운용에만 20여 명의 병력을 필요로 했다. M65 원자포는 15kt 파괴력의 W-9 핵포탄, 사거리 30 km이다. 20대가 제작되어 16대가 한국과 서독에 배치되었다.
어네스트존은 60 kt W7 핵탄두를 장착하며, 사거리 50 km이다. 주한미군에 배치된 최초의 핵미사일이다.

## 버전
2가지 모델이 있다:
- MGR-1A 사거리 48 km, 추력 400 kN, 중량 2,720 kg, 직경 580 mm, 길이 8.32 m.
- MGR-1B 사거리 37 km, 추력 382 kN, 중량 2,040 kg, 직경 760 mm, 길이 7.56 m.

## 대한민국

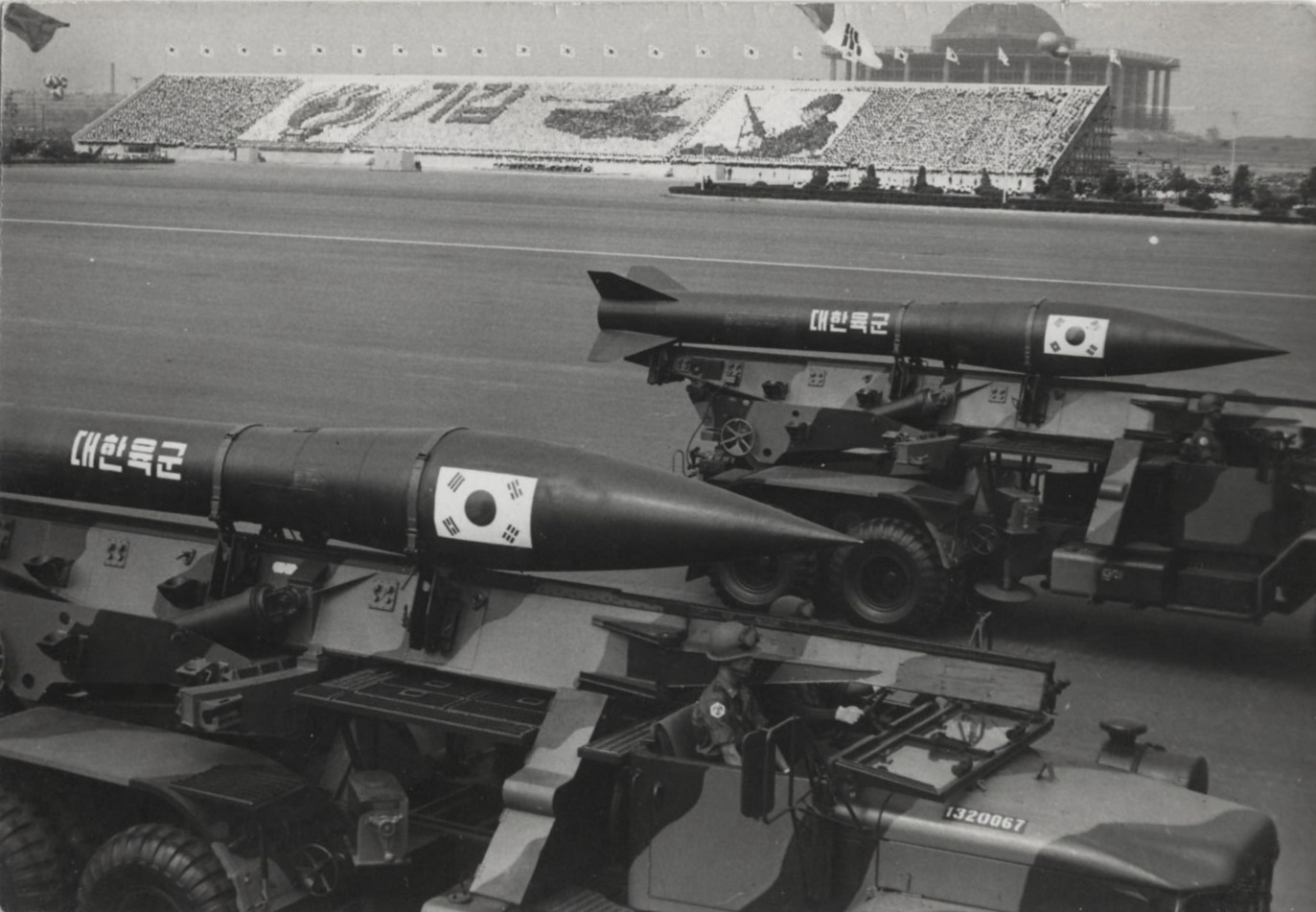
대한민국 육군의 어네스트존(MGR-1B)

대한민국에 배치된 미군의 어네스트존은 후에 랜스 미사일로 대체되었으며, 1979년에 미군 최후의 어네스트 존 대대가 철수하였다. 다시 에이태킴스 미사일로 대체되었다. 반면에 북한은 프로그 미사일에서 KN-02 미사일, 스커드 미사일로 대체된다. 랜스 미사일은 1970년대 세계를 풍미한 유명한 미국의 단거리 핵미사일로, 사거리 120 km이다. 소련은 이에 대응하여 사거리 120 km의 SS-21 미사일을 1981년 실전배치하였으며, 북한은 이를 바탕으로 KN-02 미사일을 개발하였다.
현재 대한민국에는 에이태킴스 미사일, 현무 미사일이 있다. 랜스 미사일은 박정희 정부가 카터 정부에 요청했으나 거부당했다. 이에 대한민국은 사거리가 비슷한 백곰 미사일을 나이키 허큘리스 미사일 바탕으로 개발에 성공하였으나 미국과의 관계 문제로 사업이 취소되었고, 그후에 현무-1 미사일을 개발하였다.
한국군에서 공식적으로는 1990년 12월 4일 퇴역하였으나, 2010년대 초가 되어서야 한국군 유일한 어네스트 존 대대가 드디어 해체되었으며 부대원들은 다른 곳으로 전출되고 그 자리는 다른 부대가 이용중이다.
| 시기     | 표준                                   | 미국                                   | 소련                                    | 대한민국                               | 북한                                    |
| -------- | -------------------------------------- | -------------------------------------- | --------------------------------------- | -------------------------------------- | --------------------------------------- |
| 1960년대 | 어네스트존 1단 고체연료 사거리 50 km   | 어네스트존 1단 고체연료 사거리 50 km   | 프로그 미사일 1단 고체연료 사거리 70 km | 어네스트존 1단 고체연료 사거리 50 km   | 프로그 미사일 1단 고체연료 사거리 70 km |
| 1970년대 | 랜스 미사일 1단 고체연료 사거리 120 km | 랜스 미사일 1단 고체연료 사거리 120 km | SS-21 1단 고체연료 사거리 120 km        | 백곰 미사일 2단 고체연료 사거리 180 km | KN-02 1단 고체연료 사거리 140 km        |
| 현재     | 에이태킴스 1단 고체연료 사거리 300 km  | 에이태킴스 1단 고체연료 사거리 300 km  | 스커드 B 1단 액체연료 사거리 300 km     | 에이태킴스 1단 고체연료 사거리 300 km  | 스커드 B 1단 액체연료 사거리 300 km     |

## 운용국가
벨기에
 캐나다
 덴마크
 프랑스
 그리스
 이탈리아
 일본
 노르웨이
 대한민국
 네덜란드
 튀르키예
 영국
 미국

## 같이 보기
- 랜스 미사일 - 1970년대를 풍미한 미국의 단거리 핵미사일. 유럽과 한반도에서 공산권을 크게 자극했다.
- SS-21 - 소련은 1981년에 소련판 랜스 미사일을 실전배치했다.
- 플루톤 미사일 - 프랑스판 랜스 미사일.
- KN-02 미사일 - 북한은 2006년 퍼레이드에서 북한판 랜스 미사일을 선보였다.
- 에이태킴스 미사일 - 랜스 미사일을 대체한 미국 육군의 단거리 탄도미사일.
- LORA - 이스라엘판 에이태킴스 미사일.
- 하데스 미사일 - 프랑스판 에이태킴스 미사일.
- 프로그 미사일 - 소련판 어네스트존 미사일이다.